# Apollodoro di Sicilia
Apollodoro di Sicilia (in greco antico: Ἀπολλόδωρος ὁ Σικελιώτης?, Apollódoros o Sikeliótes; fl. 48 a.C.) è stato un cortigiano del periodo tolemaico, φίλως (phílos, «amico») della regina Cleopatra.

## Biografia

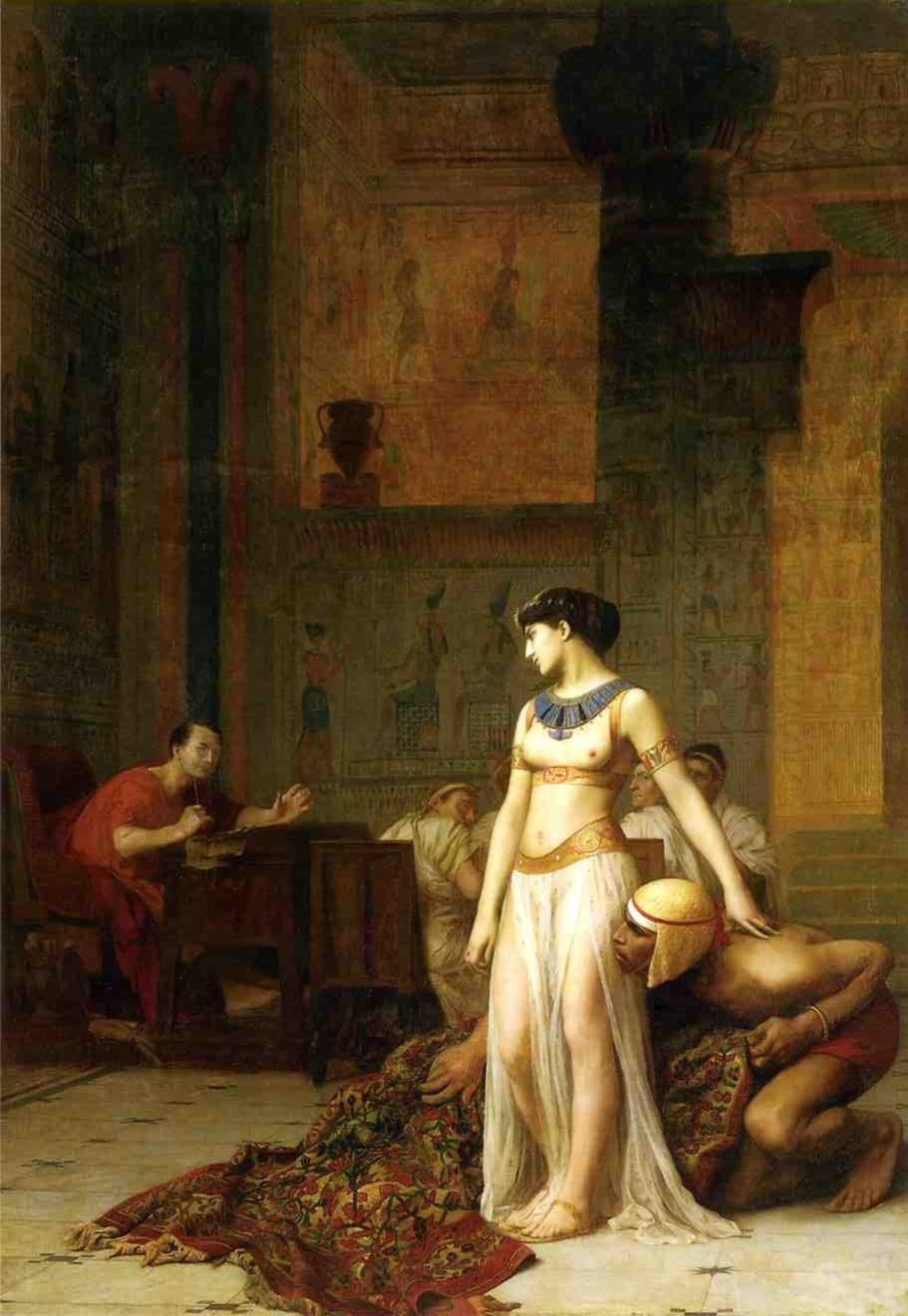
Cleopatra e Cesare, di Jean-Léon Gérôme (1866)

La figura di Apollodoro è al centro di una scena della vita di Cleopatra narrata esclusivamente da Plutarco e la cui storicità è stata quindi messa in discussione: secondo il racconto del biografo, nel 48 a.C. Cleopatra si fece nascondere all'interno di un tappeto arrotolato e Apollodoro riuscì in questo modo a farla introdurre nelle camere del console romano Gaio Giulio Cesare, allora ad Alessandria d'Egitto, cosicché lei potesse sedurlo.

## Apollodoro nell'eredità storica culturale
- Apollodoro è presente nel dramma storico Caesar and Cleopatra (1898) di George Bernard Shaw;
- Nel film Cesare e Cleopatra (1945), basato sull'opera di Shaw, Apollodoro è interpretato da Stewart Granger;
- Nei due adattamenti televisivi del dramma di Shaw (1956 e 1976) Apollodoro è interpretato da Farley Granger e da Clive Francis;
- Nel film colossal Cleopatra (1963), Apollodoro è interpretato da Cesare Danova;
- Nel videogioco Assassin's Creed: Origins (2017), Apollodoro è interpretato dall'attore Gerald Kyd ed è un alleato del protagonista.